# Lacmellea aculeata
Lacmellea aculeata là một loài thực vật có hoa trong họ La bố ma. Loài này được (Ducke) Monach. mô tả khoa học đầu tiên năm 1945.